# Herrenstrunden
Herrenstrunden ist ein Stadtteil von Bergisch Gladbach und gehört unter Nr. 32 zum Statistik-Bezirk 3 der Stadt. 

## Lage
Herrenstrunden liegt fast im äußersten Nordosten des Stadtgebietes Bergisch Gladbach am Beginn des Strundetales im Rheinisch-Bergischen Kreis in Nordrhein-Westfalen. Der Name leitet sich ab von den „Herren von Strune“, das sind die Herren des Johanniterordens, die an der Strunde (auch Strunder Bach) eine Komturei besaßen.

## Geschichte und Sehenswürdigkeiten

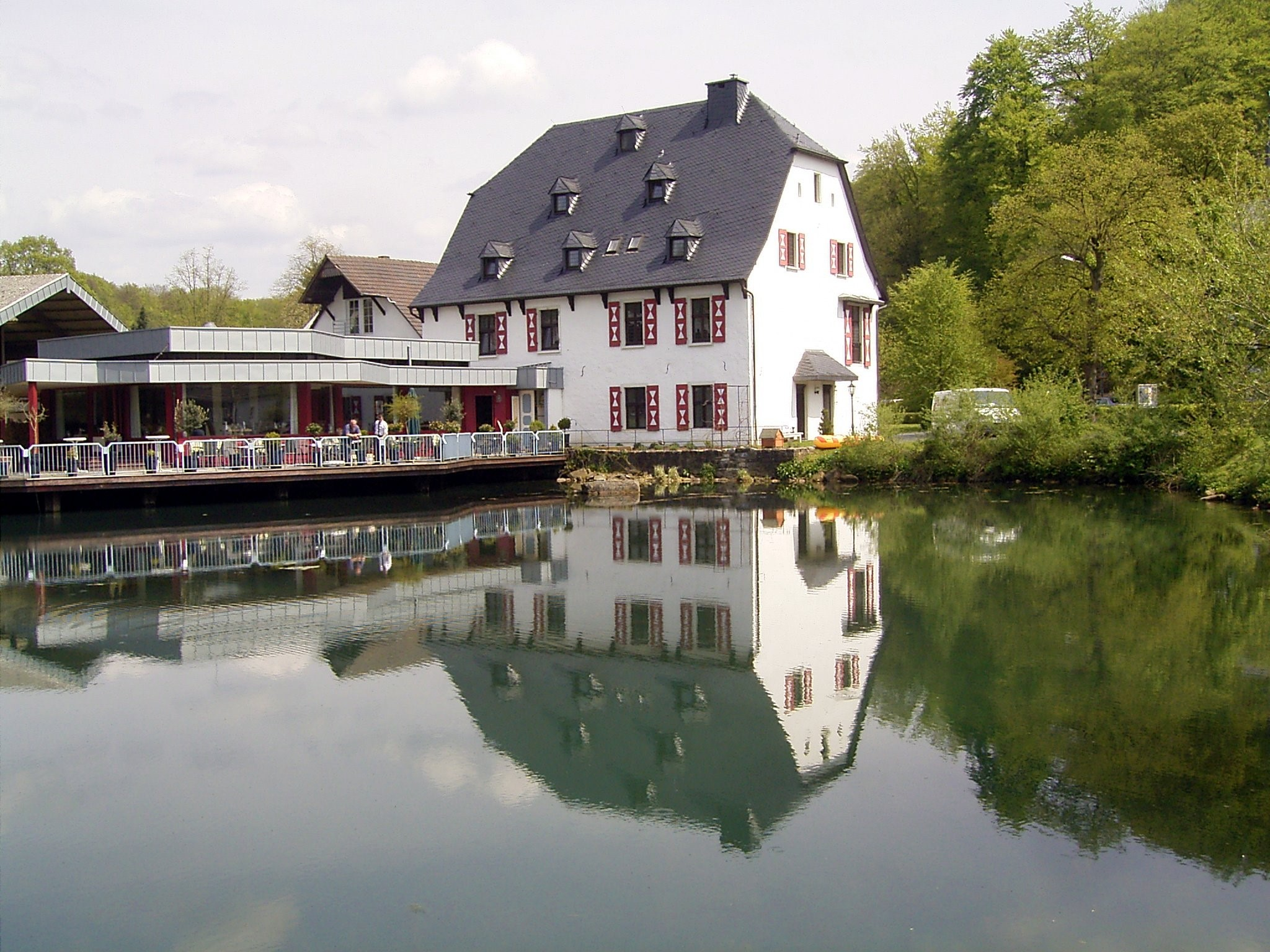
Malteserkomturei

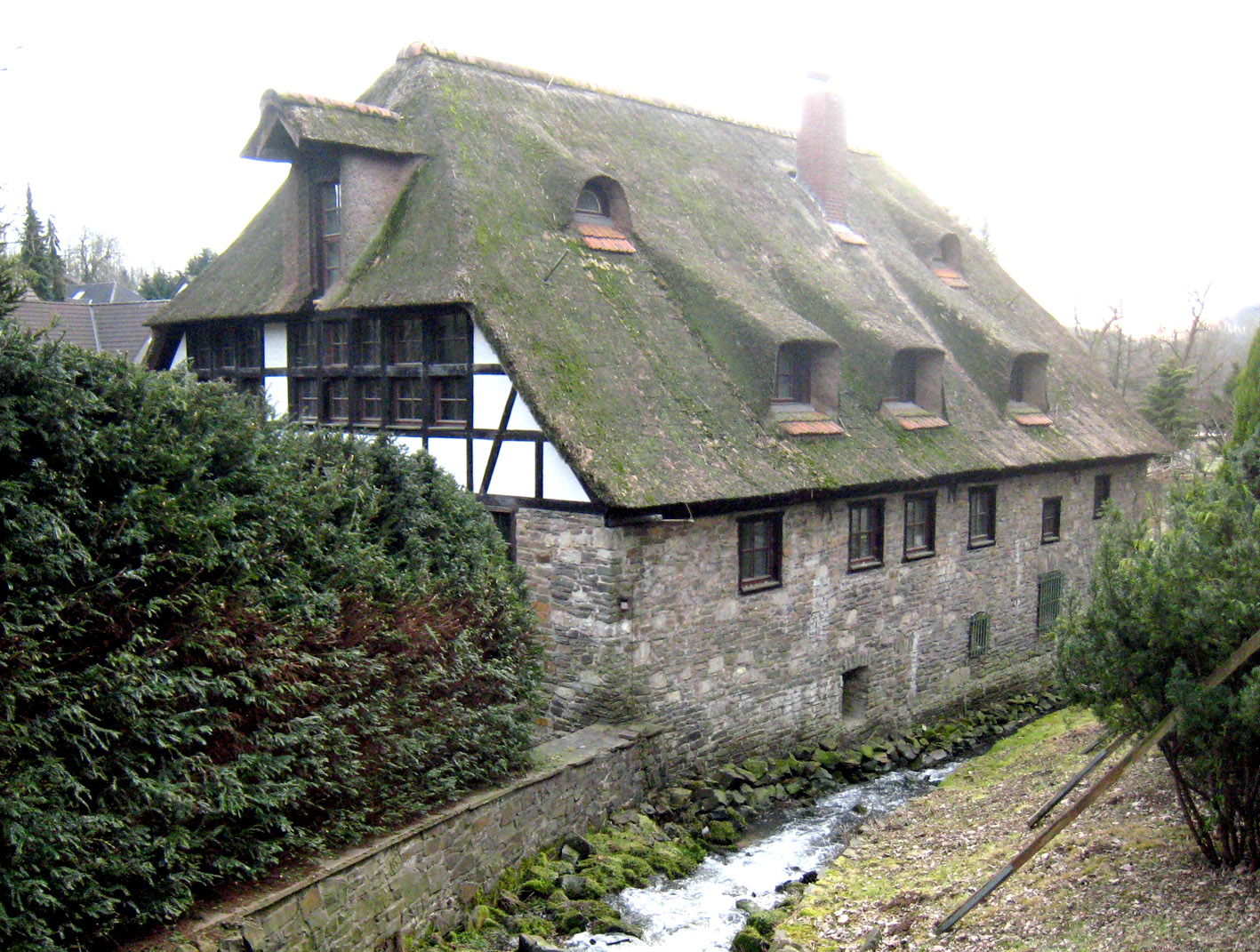
Die ehemalige Maltesermühle dient heute nur noch zu Wohnzwecken

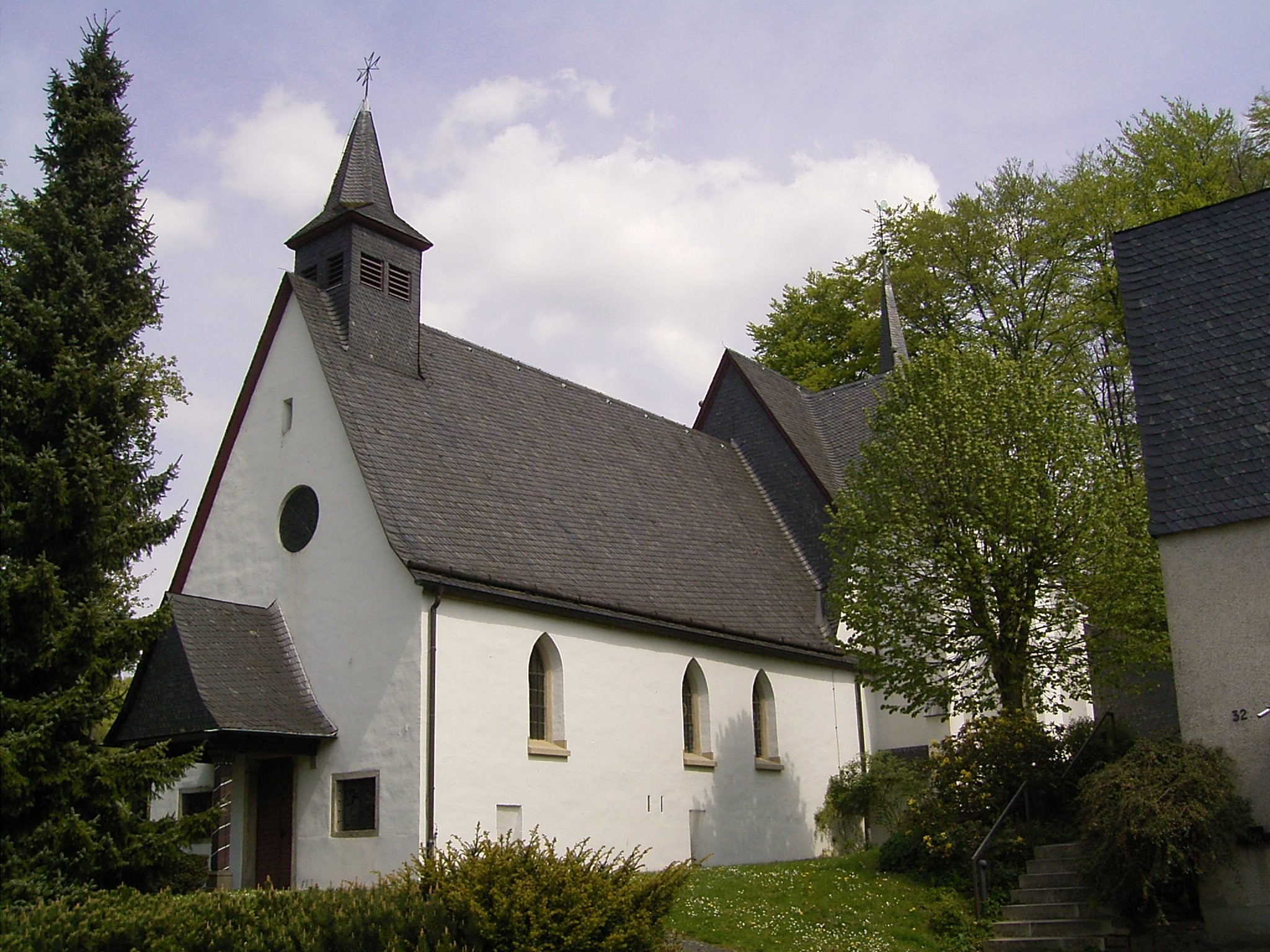
Pfarrkirche St. Johann Baptist (Herrenstrunden)

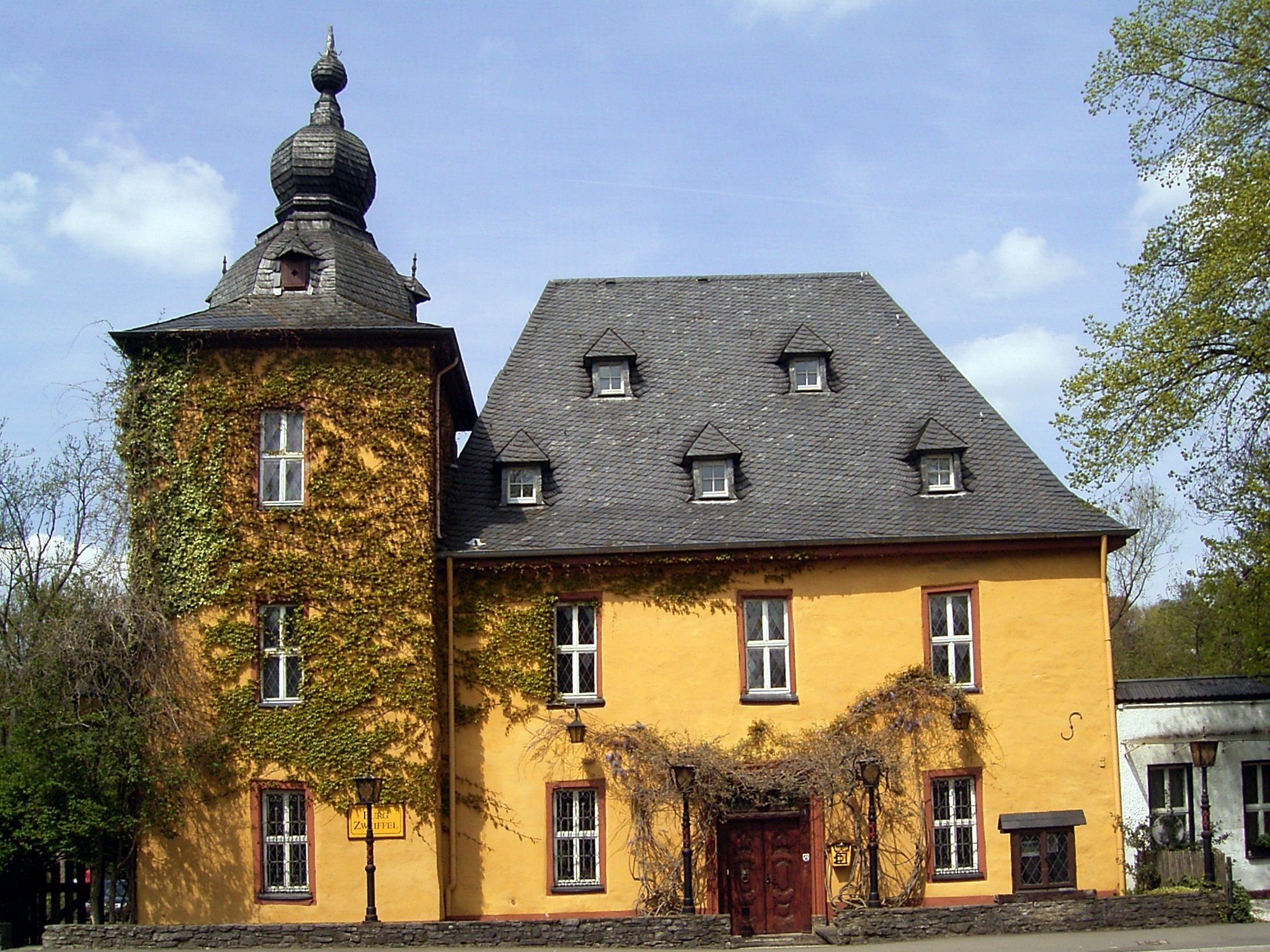
Burg Zweiffel

Das Ortsbild von Herrenstrunden wird vor allem durch die ehemalige Komturei der Johanniter (heute Malteserkomturei genannt) und die alte Johanniterkirche geprägt.
Erstmals wird die Komturei an der Quelle des Strunderbaches im Jahre 1300 unter dem Namen „Strune“ urkundlich erwähnt. Errichtet wurde die Komturei aber wohl schon vor dem Jahr 1294. Durch zahlreiche Stiftungen und eine kontinuierliche Erweiterung des Landbesitzes gewannen die Johanniter zunehmenden Einfluss. 1328 wurde die Komturei bereits zur Ballei erhoben. 1803 fiel der Besitz der Johanniter, die sich seit 1530 Malteser nannten, der Säkularisation zum Opfer. Das heutige Komturgebäude ist ein Wiederaufbau eines Gebäudes aus dem 16. und 17. Jahrhundert, das zu Ende des Zweiten Weltkrieges komplett ausbrannte. Der Neubau wurde im Jahr 1950 errichtet. Heute ist die Komturei in Privatbesitz und beherbergt ein Hotel sowie ein Restaurant.
Zum ehemaligen Komtureigelände gehörte auch die an der Strunde gelegene Maltesermühle, die ebenfalls in Privatbesitz ist.
Die zur Komturei gehörende Kirche wurde im Jahre 1345 vollendet. Sie ist dem Schutzheiligen des Johanniterordens Johannes dem Täufer geweiht. 1555 fand eine erste Renovierung statt. Im 19. Jahrhundert wurde das Gotteshaus dann Pfarrkirche der Kirchengemeinde Herrenstrunden, der auch die heute zur Gemeinde Odenthal zählenden Ortschaften Altehufe, Eikamp und Schallemich angeschlossen wurden. Da die Kirche für die neue Pfarrgemeinde bald zu klein war, wurde sie 1904 um ein im neugotischen Stil gebautes Querhaus und einen Chor erweitert. 1911 erhielt der alte Teil der Kirche statt einer Flachdecke ein Holztonnengewölbe. In den 1980er und 1990er Jahren fanden weitere Renovierungs- und Restaurierungsarbeiten statt. Sehenswert sind vor allem die Glasfenster des Chores, die 1904 in der Glasmalerei Reuter und Reichard in Köln hergestellt wurden. Sie zeigen Szenen aus dem Leben von Johannes dem Täufer, nämlich von links nach rechts den Besuch der Gottesmutter Maria bei Elisabeth, der Mutter des Johannes, dann die Enthauptung des Täufers und schließlich die Taufe Jesu durch Johannes im Jordan. Ein Fenster im alten Teil der Kirche gibt ihr ursprüngliches Aussehen vor der neugotischen Erweiterung wieder.
Das ehemals zusammenhängende Komtureigelände wird durch die, das Strundetal erschließende Hauptverbindungsstraße von Bergisch Gladbach nach Kürten durchschnitten.
Weitere Sehenswürdigkeiten sind die Burg Zweiffel und das alte Freibad, dessen Eingangsbereich unter Denkmalschutz steht. Allerdings ist letzteres nicht mehr in Betrieb und beherbergt eine Gastronomie.

### Geschichte des Wohnplatzes
Die Topographia Ducatus Montani des Erich Philipp Ploennies, Blatt Amt Porz, belegt, dass der Wohnplatz 1715 mit zwei adelych Haus vermerkt wurde und mit Strond bezeichnet wurde.
Carl Friedrich von Wiebeking benennt die Hofschaft auf seiner Charte des Herzogthums Berg 1789 als Herrn Strunden. Aus ihr geht hervor, dass Herrenstrunden zu dieser Zeit Teil der Honschaft Herkenrath im gleichnamigen Kirchspiel war.
Unter der französischen Verwaltung zwischen 1806 und 1813 wurde das Amt Porz aufgelöst und Herrenstrunden wurde politisch der Mairie Bensberg im Kanton Bensberg zugeordnet. 1816 wandelten die Preußen die Mairie zur Bürgermeisterei Bensberg im Kreis Mülheim am Rhein.
Im Zuge des Ausbaus der Straßen von Bergisch Gladbach nach Spitze bzw. Bensberg nach Spitze kam es 1859 zu einem Gebietsaustausch zwischen den beiden Bürgermeistereien, wodurch auch Herrenstrunden zur Bürgermeisterei Bergisch Gladbach kam.
Der Ort ist auf der Topographischen Aufnahme der Rheinlande von 1824 als Herrenstrunden mit Oberem Burghaus, Unterem Burghaus und Kappelle verzeichnet. Auf der Preußischen Uraufnahme von 1840 ist er als Strund verzeichnet. Ab der Preußischen Neuaufnahme von 1892 ist er auf Messtischblättern regelmäßig als Herrenstrunden verzeichnet.
| Jahr | Einwohner | Wohn- gebäude | Kategorie                                 | Bemerkung                                 |
| ---- | --------- | ------------- | ----------------------------------------- | ----------------------------------------- |
| 1822 | 17        |               | Bauergut                                  | Unter-Strunden, Bürgermeisterei Bensberg  |
| 1822 | 26        |               | Rittersitz Hof und Mühle                  | Ober-Strunden, Bürgermeisterei Bensberg   |
| 1830 | 22        |               | Hofstelle                                 | Unter-Strunden, Bürgermeisterei Bensberg  |
| 1830 | 36        |               | Rittersitz Hof und Mühle                  | Ober-Strunden, Bürgermeisterei Bensberg   |
| 1845 | 56        | 5             | ehemaliger Rittersitz, Mühle und Bauergut | Herren-Strunden, Bürgermeisterei Bensberg |
| 1871 | 94        | 10            | Hofstelle                                 | Bürgermeisterei Bergisch Gladbach         |
| 1885 | 109       | 13            | Wohnplatz                                 | Bürgermeisterei Bergisch Gladbach         |
| 1895 | 90        | 14            | Wohnplatz                                 | Bürgermeisterei Bergisch Gladbach         |
| 1905 | 128       | 16            | Wohnplatz                                 | Bürgermeisterei Bergisch Gladbach         |

## Mühlen an der Strunde
Von den zahlreichen Mühlen an der Strunde, die deren Wasserkraft nutzten, lagen in Herrenstrunden die Maltesermühle, die Igeler Mühle, und die vier Pulvermühlen von Gut Schiff.

## Bergbau und Kalkbrennerei
Im gesamten Strundetal wurde über Jahrhunderte Bergbau betrieben. An vielen Stellen sieht man auch ehemalige Steinbrüche, in denen der Kalkstein für die Kalkbrennereien gebrochen wurde. Hier und da findet man noch alte Kalköfen.

## Weitere Objekte
- Asselborner Hof
- Bodendenkmal Johanniter/Malteser Kommende/Ballei Herrenstrunden
- Bodendenkmal Kirche St. Johann Baptist
- Bodendenkmal Steinbruch Büchel/Großbüchel
- Bodendenkmal Steinbruch Rosenthaler Weg
- Ehemalige Pulvermühle IV von Gut Schiff
- Freibad Herrenstrunden
- Naturschutzgebiet Strundetal
- Naturschutzgebiet Hombachtal
- Zwergenhöhle Herrenstrunden

## Bevölkerung
Nach der Einwohnerdatei lebten am 30. Juni 2017 in Herrenstrunden 985 Einwohner (davon 73 Ausländer). Die Altersgruppe über 65 Jahre mit 189 Einwohnern (davon 8 Ausländer) stärker als die Altersgruppe unter 18 Jahre war mit nur 145 Einwohnern (davon 4 Ausländer).